# Воднева термобарохімічна технологія збільшення продуктивності нафтових, газових та газоконденсатних свердловин
Воднева термобарохімічна технологія збільшення продуктивності нафтових, газових та газоконденсатних свердловин — новітній спосіб підвищення свердловинного флюїдовилучення шляхом розкольматування привибійної зони продуктивних пластів.

## Загальний опис
Технологія полягає в комплексному водневому термобарохімічному впливі (КВТБХВ) на кольматаційну зону пласта. Розроблена в Інституті проблем машинобудування імені А. М. Підгорного НАН України. Використовується ефект водневої активації процесів дифузії та фільтрації флюїду в пористому середовищі продуктивного пласта під час протікання екзотермічної реакції.
Вперше технологію комплексного водневого і термобарохімічного впливу з удосконаленим хіміко-технологічним процесом впроваджено на нафтовому родовищі Баті Раман (Туреччина).
Використання удосконаленого технологічного регламенту на двох свердловинах в Індії (Замовник – Inter Trans Techno-F.Z.C.) привело до збільшення дебіту нафти на 170% та 220 %.

## Інтернет-ресурси
- Проект № 42 «Створення науково-практичних основ використання водню в технологіях інтенсифікації видобутку нафти, газу та газового конденсату» [Архівовано 6 грудня 2021 у Wayback Machine.]
- РЕФЕРАТ роботи на здобуття щорічної премії Президента України для молодих вчених: «Підвищення енергетичної ефективності та екологічної безпеки водневої термобарохімічної технології інтенсифікації видобутку вуглеводнів» [Архівовано 6 грудня 2021 у Wayback Machine.]
- Розробки відділу № 49 [Архівовано 6 грудня 2021 у Wayback Machine.]